# Тверді сплави

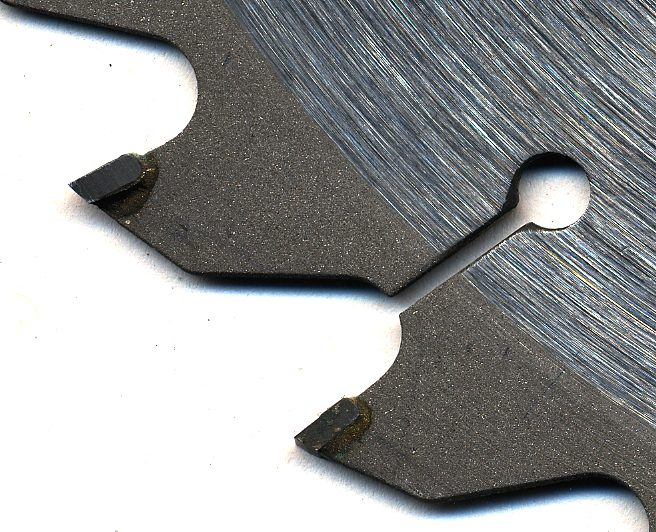
Диск пилки із твердосплавними вставками на основі карбіду вольфраму

Тверді́ спла́ви — особливого класу зносостійкі матеріали з великою твердістю, що здатні зберігати свої властивості до температур 900…1150 °С й у склад яких входять такі тугоплавкі елементи, як вольфрам, молібден, титан, хром та ін. Ці елементи утворюють з вуглецем, що входить в сплав, дуже тверді сполуки — карбіди.

## Способи отримування
За способом отримання розрізняють:

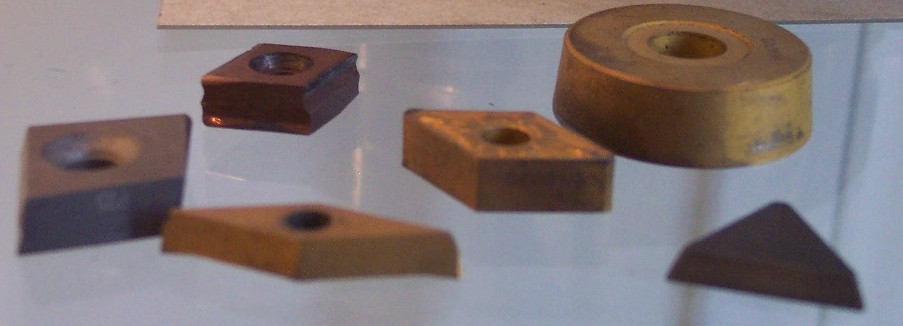
Твердосплавні пластинки для різального інструменту

- Спечені тверді сплави (металокераміка, мінералокераміка і кермети) — композиційні матеріали, отримувані методом порошкової металургії, що складаються з твердої керамічної сполуки, яка цементується металом або сплавом. Як керамічна сполука найчастіше використовуються карбіди вольфраму або титану, складні карбіди вольфраму і титану (часто також і танталу), карбонітрид титану, рідше — інші карбіди, бориди тощо. Як в'яжучі (цементуючі) метали зазвичай використовують кобальт, рідше — нікель, його сплав з молібденом або сталь.
- Литі тверді сплави — це сплави, що отримують методом плавки і лиття. Прикладом може служити сплав WC-W2C. До литих твердих сплавів належить велика група сплавів, що їх напилюють або наплавляють на деталі механізмів і машин, котрі зазнають абразивного зношування, ерозії чи корозії. Сюди належать: стеліти (сплави на кобальтовій основі), сормайти (твердий сплав на залізній основі), стелітоподібні (основа Ni) та багато ін. Їх застосовування дає змогу в 2-4 (іноді в 10-20) рази збільшити період служби швидкозношуваних деталей механізмів і машин, у тому числі автомобілів, сільськогосподарської техніки тощо.

## Властивості твердих сплавів
Сплави відрізняються високою твердістю (HRA 82…92), що поєднується із стійкістю до зношування при терті об поверхні металів та неметалічних матеріалів, що дозволяє використовувати їх в різальних інструментах для великих швидкостей різання (до 800 м/хв).
Сплави не проявляють помітної пластичної деформації при низьких температурах і мають велике значення модуля пружності (вище, ніж у всіх відомих в техніці матеріалів). Тверді сплави відрізняються дуже високою границею міцності при стискуванні. Значення границі міцності при згині й ударна в'язкість цих сплавів невеликі. Сплави мають відносно високу теплопровідність і електропровідність, що наближається до електропровідності заліза і його сплавів. У хімічному відношенні тверді сплави є стійкими до дії кислот і лугів, деякі сплави помітно не окиснюються на повітрі навіть при 600…800°С.

## Види металокерамічних твердих сплавів
За хімічним складом тверді сплави діляться на чотири основні групи:
- Однокарбідні на основі WC-Co — вольфрамові (ВК), деякі марки містять невеликі добавки інших карбідів — ванадію, ніобію, танталу. Сплави цієї групи (наприклад, ВК3, ВК3М, ВК4, ВК4В, ВК6, ВК6М, ВК8, ВК8В, ВК10М, ВК15, ВК20, ВК25)[1] застосовуються при обробці крихких матеріалів: чавуну, бронзи та ін. У маркуванні буква В означає наявність карбіду вольфраму, буква К — кобальт, цифра, що стоїть після букви, вказує на процентний вміст кобальту. Наприклад, ВК6 — 6 % кобальту, а решта — 94 % карбід вольфраму. Свердла із пластинами карбіду вольфраму (англ. carbide, tungsten carbide) широко застосовуються в побуті для свердлення цегли, бетону та керамічної плитки[2].
- Двокарбідні на основі WC-TiC-Co — титановольфрамові (ТК). Сплави другої групи (Т5К10, Т15К6 та ін.)[1] призначені для обробки в'язкіших матеріалів: сталі, латуні. Буква Т і цифра після неї вказують на процентний вміст карбіду титану, буква К і цифра після неї відповідно на процентний вміст кобальту, решта — карбід вольфраму. Наприклад, Т15К6 — 15 % карбіду титану, 6 % кобальту, 79 % карбіду вольфраму.
- Трикарбідні на основі WC-TiC-ТаС(NbC)-Co WC-TiC-Co — титанотанталовольфрамові (ТТК). Сплави третьої групи (наприклад, ТТ7К12)[1] використовують для грубої чорнової обробки сталевих поковок. Ці сплави мають вищу міцність, зносостійкість і в'язкість ніж сплави ТК. Букви ТТ і цифра після них вказують на сумарний процентний вміст карбідів титану і танталу, буква К і цифра після неї — процентний вміст кобальту, решта карбід вольфраму. Наприклад ТТ7К12 — 7 % карбідів титану і танталу, 12 % кобальту і 81 % карбіду вольфраму.

- Безвольфрамові на основі TiC або Ti(CN) — сплави (БВТС), що використовуються як здешевлений замінник матеріалів попередніх трьох груп. Ці ж матеріали використовуються як покриття для збільшення терміну служби твердосплавного різального інструменту. Застосовується чотири види таких покриттів TiN (нітрид титану), TiC (карбід титану), Ti(C)N (карбід-нітрид титану), і TiAlN (нітрид титану і алюмінію). Застосовують безвольфрамові тверді сплави марок ТМ1, ТМ3, ТН-20, ТН-30, КНТ-16. При обробці на високих швидкостях різання на поверхні цих сплавів утворюється оксидна плівка, яка виконує роль твердої змазки, що забезпечує підвищення окалиностійкості, зносостійкості і зменшує шорсткість обробленої поверхні. Разом з тим безвольфрамові тверді сплави мають нижчу ударну в'язкість і теплопровідність, а також стійкість до ударних навантажень в порівнянні з сплавами групи ТК. У зв'язку з цим ці безвольфрамові тверді сплави доцільно використовувати при напівчистовій і чистовій обробці конструкційних і низьколегованих сталей та кольорових металів.

За структурою металокерамічні сплави поділяються на: великозернистої структури і позначаються буквою В, дрібнозернистої — М, особливо дрібнозернистої — ОМ, середньої зернистості — позначення не мають. Букви В, М, ОМ ставлять в кінці марки сплаву (ВК8В, ВК6ОМ, ВК3М). Дрібнозернисті та великозернисті сплави групи ВК використовують для виготовлення інструментів, якими обробляють заготовки з нержавіючих, жароміцних і титанових сплавів в умовах пульсуючих навантажень. Для обробки важкооброблюваних металів використовуються тверді вольфрамокобальтові сплави групи ОМ: ВК6-ОМ — для чистової обробки, а ВК10-ОМ і ВК15-ОМ — для напівчистової і чорнової обробки.
Для підвищення міцності пластинок з твердого сплаву використовують зносостійкі покриття з карбідів, нітридів і карбонідів титану, танталу і ніобію, які наносяться на поверхню у вигляді тонкого шару товщиною 5…10 мкм. Стійкість покритих пластин в середньому у 1,5-3 рази вища від стійкості звичайних, швидкість різання ними збільшується на 25…80 %, але ефективність покриття зменшується у важких умовах різання, коли спостерігаються викришування і сколювання поверхонь пластини.

## Мінералокераміка
Мінералокераміка — синтетичний матеріал, в основі якого полягає глинозем (Al2O3), який спресовують у пластини і спікають при температурі 1720…1750 °С. Мінералокераміка марки ЦМ-332 (HRA 91…93) має червоностійкість 1200 °С і дозволяє працювати на швидкостях до 3700 м/хв при чистовій обробці, враховуючи високу зносостійкість, її застосовують для виготовлення інструментів, до яких ставляться підвищені вимоги по розмірній стійкості. До недоліків мінералокераміки слід віднести низьку міцність, велику крихкість, незручності при кріпленні пластинок до державки інструменту. При механічному кріпленні під пластинку необхідно ставити підкладку, а для того, щоб припаяти пластинку, її необхідно попередньо металізувати. Різці з пластинками з мінералокераміки використовують головним чином для напівчистової та чистової обробки чавунів, мідних та алюмінієвих сплавів.

## Кермети
Керметами називають оксидно-карбідні сполуки з оксиду алюмінію і 30-40 % карбідів вольфраму і молібдену, або молібдену і хрому та тугоплавких зв'язок. Додані до металокераміки метали і карбіди металів покращують її фізико-механічні властивості і понижують крихкість. Це дозволяє збільшити продуктивність за рахунок підвищення швидкості різання. Напівчистова і чистова обробка деталей з сірих, ковких чавунів, важкооброблюваних сталей, деяких кольорових металів і сплавів проводиться із швидкістю різання 435—1000 м/хв без мастильно-охолоджувальних рідин. Керметам властива висока теплостійкість.